# 金銀島 (動畫)
《金銀島》為1978年10月8日～1979年4月1日，於日本電視台每週日晚間18:30～19:00（JST）播映的電視動畫作品，全26集。台灣則由中視購入，於1981年1月8日～2月24日，每週一至週五帶狀播出中文配音版，之後並曾多次重播。DVD則由齊威國際多媒體代理發行。香港則於1982年7月19日～8月28日期間首播。

## 概要
本片是由出崎統（導演）、杉野昭夫（作畫監督）這兩位黄金搭檔繼《咪咪流浪記》之後再度合作，至今仍被譽為日本動畫史上的傑作。並且還將史蒂文生的原作大膽的重新詮釋，甚至加入了一些原作中所沒有的新角色。
而原作中為反派角色的約翰‧席爾法，在本片中則變成亦正亦邪，且以「男人中的男人」立場定位的真正主角，並成為故事主人翁吉姆‧霍金斯所崇拜的對象。另外，原作中僅以配角身分登場的葛雷，本作也加以描寫成為不遜於席爾法的好漢，雙方實力在伯仲之間。再者，本作還強化了身為青少年作品的特性，更適合兒童觀賞，再加上兩位主角吉姆與席爾法配音的清水鞠（1963、1980年版《原子小金剛》）及若山弦藏（好萊塢影星史恩康納萊的日語配音員）等人在內的豪華配音陣容，使得本片在各方面，可說是具備了當時難得一見的高水準。

## 故事大綱
故事的主人翁吉姆‧霍金斯是一個十歲的小男孩，和媽媽相依為命的經營著一家名為「彭波大將」的小旅館。某天店裡來了一名客人─比爾船長，疑神疑鬼的比爾船長最後因飲酒過量死在旅館中，他臨死前託付吉姆，絕對不要將一張大海盜弗林特船長遺留的藏寶圖交給一名「獨腳水手」。之後吉姆搭上了帆船希斯帕紐拉號，展開了前往金銀島的尋寶冒險之旅。而吉姆也開始懷疑這艘船上的獨腳大廚西爾法，就是比爾船長口中的「獨腳水手」…

## 製作群
- 原作：Robert Louis Stevenson
- 企画：吉川斌
- 製片：銀谷精一、山崎敬之
- 制作担当：加藤俊三
- 文芸担当：本間一行
- 演出（監督）：出崎統
- 作畫監督：杉野昭夫（全集）
- 美術監督：小林七郎
- 攝影監督：高橋宏固
- 錄音監督：山田悦司
- 音樂：羽田健太郎
- 編劇：山崎晴哉、篠崎好
- 分鏡：（出崎統）、紺屋行男、今切洗
- 演出：竹内啓雄、高屋敷英夫
- 片頭‧片尾作畫：大橋学
- 原畫：遠藤裕一、菅登祥、中村隆太郎、本木久年、大坂竹志、小柴重光、伊藤幸松、富沢和雄、鈴木幸雄、大橋学、小林慶輝、中村真、林隆文
- 動畫：服部真、堀越新太郎、吉岡智子、前田純順子、佐藤由美子、関三恵子、新木寿子、沼憲子、杉村季見子、佐藤美代子、亀垣一、平山聡、成海厚子、永井美津子、池部、三浦義也、三善和彦、佐藤喜子、安西武、高橋清治、柏田涼子、小沢裕美子、青山、二羽亜弓、上原篤世、佐藤豊、浜野邦子、渋谷、酒井信子、天野公子、大迫由美子、小林左希子
- 上色：山名公枝、木村文一、曽根由貴子、川上直子、橘高紀半子、萩原澄恵、池内道子、佐藤典子、木幡公春、三宅千文、斉藤恵子、山崎千恵子
- 美術監督補：男鹿和雄
- 背景：小林
- 攝影：高橋
- 効果：片岡陽三
- 錄音技術：山下欽也
- 剪輯：鶴渕充、高橋和子
- 標準字設計：高具秀雄
- 製作進行：斉藤昭一郎、青野史郎、横溝隆久、甲斐弘幸
- 錄音：東北新社
- 沖片：東京現像所
- 制作協力：東京、
- 製作：東京新社

## 主題歌
- 片頭曲：
- 片尾曲：

　　　作詞：岩谷時子　作曲・編曲：羽田健太郎　演唱：町田義人
　　　※台灣齊威版DVD並未收錄日本原版片頭與片尾，而以英語工作人員字幕加剪輯片中畫面構成的海外版本替代。
- 台灣版主題歌：「金銀島」

　　　作詞‧作曲：林家慶　演唱：松江合唱團

## 電影版
1987年5月9日上映，為電視版的剪輯作品，片長88分鐘。包括主角吉姆與席爾法在內的部分配音員與電視版有異。

### 主要製作群
- 原作：Robert Louis Stevenson
- 編劇：山崎晴哉、篠崎好
- 構成・監督：竹内啟雄
- 協力監督：出崎統
- 作畫監督：杉野昭夫
- 製作・著作：株式会社

## 配音
- 吉姆·霍金斯：清水鞠→三木清隆／野澤雅子→堀内賢雄（電影版）
- 約翰‧西爾法：若山弦藏／羽佐間道夫（電影版）
- 利布西：家弓家正
- 崔羅尼：瀧口順平
- 史摩雷特：江角英明／仲村秀生（電影版）
- 比利·伯恩斯：黑澤良／青野武（電影版）
- 葛雷：野島昭生／中尾隆聖（電影版）
- 班岡：肝付兼太
- 弗林特船長：北村弘一
- 海鷗巴比：神谷明
- 喬伊斯：石丸博也
- 杭特：水島裕
- 黑狗：玄田哲章／笹岡繁藏（電影版）
- 漢斯：飯塚昭三
- 安德森：加藤治
- 喬治：千田光男
- 摩根：野本禮三
- 亞伯拉罕：北村弘一
- 莉莉：吉田理保子／羽村京子（電影版）
- 莉莉的祖父：增岡弘
- 凱倫·霍金斯：前田敏子

## 關聯作品
為1992年由原製作群為LD-BOX版所特別製作的映像特典短篇作品，片長約7分鐘。後於發行DVD-BOX時再度收錄（但台灣齊威版未收錄）。片中則略有提及電視版完結篇後席爾法的下落，已成長為青年的吉姆則由山寺宏一配音。

### 配音
- 吉姆‧霍金斯：山寺宏一
- 島上女性：高島雅羅
- 小孩：松本梨香
- 男A：郷里大輔

## 播映資料
由於本片全集的作畫監督均由杉野昭夫獨自擔任，故於列表中省略。
| 集數 | 日本首播時間 | 副標題 | 中文標題                     | 編劇     | 分鏡       | 演出       |
| ---- | ------------ | ------ | ---------------------------- | -------- | ---------- | ---------- |
| 1    | 1978.10.08   |        | 恐怖的比利來了               | 山崎晴哉 | さきまくら | 竹内啓雄   |
| 2    | 1978.10.15   |        | 黑狗...是什麼!? (誰是黑狗？) | 山崎晴哉 | さきまくら | 高屋敷英夫 |
| 3    | 1978.10.22   |        | 被擊下的手杖                 | 篠崎好   | さきまくら | 竹内啓雄   |
| 4    | 1978.10.29   |        | 取得金銀島地圖               | 篠崎好   | さきまくら | 高屋敷英夫 |
| 5    | 1978.11.05   |        | 要來了，媽媽                 | 山崎晴哉 | 紺屋行男   | 竹内啓雄   |
| 6    | 1978.11.12   |        | 是敵還是友？約翰·西爾法      | 山崎晴哉 | さきまくら | 高屋敷英夫 |
| 7    | 1978.11.19   |        | 燒肉大叔是辛苦的人           | 篠崎好   | さきまくら | 竹内啓雄   |
| 8    | 1978.11.26   |        | 幽靈船在呼喚我               | 篠崎好   | さきまくら | 高屋敷英夫 |
| 9    | 1978.12.03   |        | 奴隸港口的人口販子           | 篠崎好   | さきまくら | 竹内啓雄   |
| 10   | 1978.12.10   |        | 在蘋果桶中聽見了             | 篠崎好   | さきまくら | 高屋敷英夫 |
| 11   | 1978.12.17   |        | 金銀島有事要發生了!?         | 山崎晴哉 | 紺屋行男   | 竹内啓雄   |
| 12   | 1978.12.24   |        | 出現了！叢林怪物             | 山崎晴哉 | 今切洗     | 高屋敷英夫 |
| 13   | 1978.12.31   |        | 老爺爺的小鈴鐺               | 篠崎好   | さきまくら | 竹内啓雄   |
| 14   | 1979.01.07   |        | 這也是人生！敵人與夥伴       | 篠崎好   | さきまくら | 高屋敷英夫 |
| 15   | 1979.01.14   |        | 西爾法式的投降建議           | 山崎晴哉 | さきまくら | 竹内啓雄   |
| 16   | 1979.01.21   |        | 我這名少年流向荒島？         | 山崎晴哉 | さきまくら | 高屋敷英夫 |
| 17   | 1979.01.28   |        | 別小看我 我不是小孩          | 篠崎好   | 紺屋行男   | 竹内啓雄   |
| 18   | 1979.02.04   |        | 漢斯應該已經死了啊           | 篠崎好   | さきまくら | 竹内啓雄   |
| 19   | 1979.02.11   |        | 死期已到？不死之身西爾法     | 山崎晴哉 | さきまくら | 竹内啓雄   |
| 20   | 1979.02.18   |        | 釘在十字架上！長約翰         | 山崎晴哉 | 今切洗     | 高屋敷英夫 |
| 21   | 1979.02.25   |        | 活下來就是一種寶物           | 篠崎好   | さきまくら | 竹内啓雄   |
| 22   | 1979.03.04   |        | 死後留下骨骸的海盜           | 篠崎好   | さきまくら | 高屋敷英夫 |
| 23   | 1979.03.11   |        | 翱翔男兒！海鷗巴比           | 山崎晴哉 | さきまくら | 竹内啓雄   |
| 24   | 1979.03.18   |        | 亡者之箱在滿月下閃耀？       | 山崎晴哉 | さきまくら | 高屋敷英夫 |
| 25   | 1979.03.25   |        | 海風啊，願有緣再相見         | 篠崎好   | さきまくら | 竹内啓雄   |
| 26   | 1979.04.01   |        | 弗林特無法再展翅高飛         | 篠崎好   | さきまくら | 高屋敷英夫 |

## 外部連結
- 製作公司TMS的官網簡介 （页面存档备份，存于）（日語）
- 製作公司TMS的電影版官網簡介（日語）